# الفیه و شلفیه
اَلفیه و شَلفیه کتابی است مصور در مورد آمیزش جنسی که حکیم ابوبکر ازرقیِ شاعر آن را برای پادشاه نیشابور، طغان‌شاه، پسر آلپ ارسلان سلجوقی و نوه طغرل سلجوقی تألیف کرد.
در این کتاب حالت‌های آمیزش جنسی با تصویر و نگاره را در چهارچوب داستان آمیزش زن با مرد آموزش داده‌اند. ازرقی این کتاب را برای بهبود ضعف نیروی جنسی طغان‌شاه گرد آورد. در نام کتاب، الفیه گویا کنایه از آلت تناسلی مرد و شلفیه کنایه از فرج است. گروهی نیز الفیه و شلفیه را نام دو زن روسپی دانسته و شلفیه را مادر الفیه گفته‌اند. از این کتاب امروزه فقط بیست و دو صفحه باقی مانده‌است که در موزه آرمیتاژ شهر سنت پترزبورگ در روسیه نگهداری می‌شود.